# Photoblog

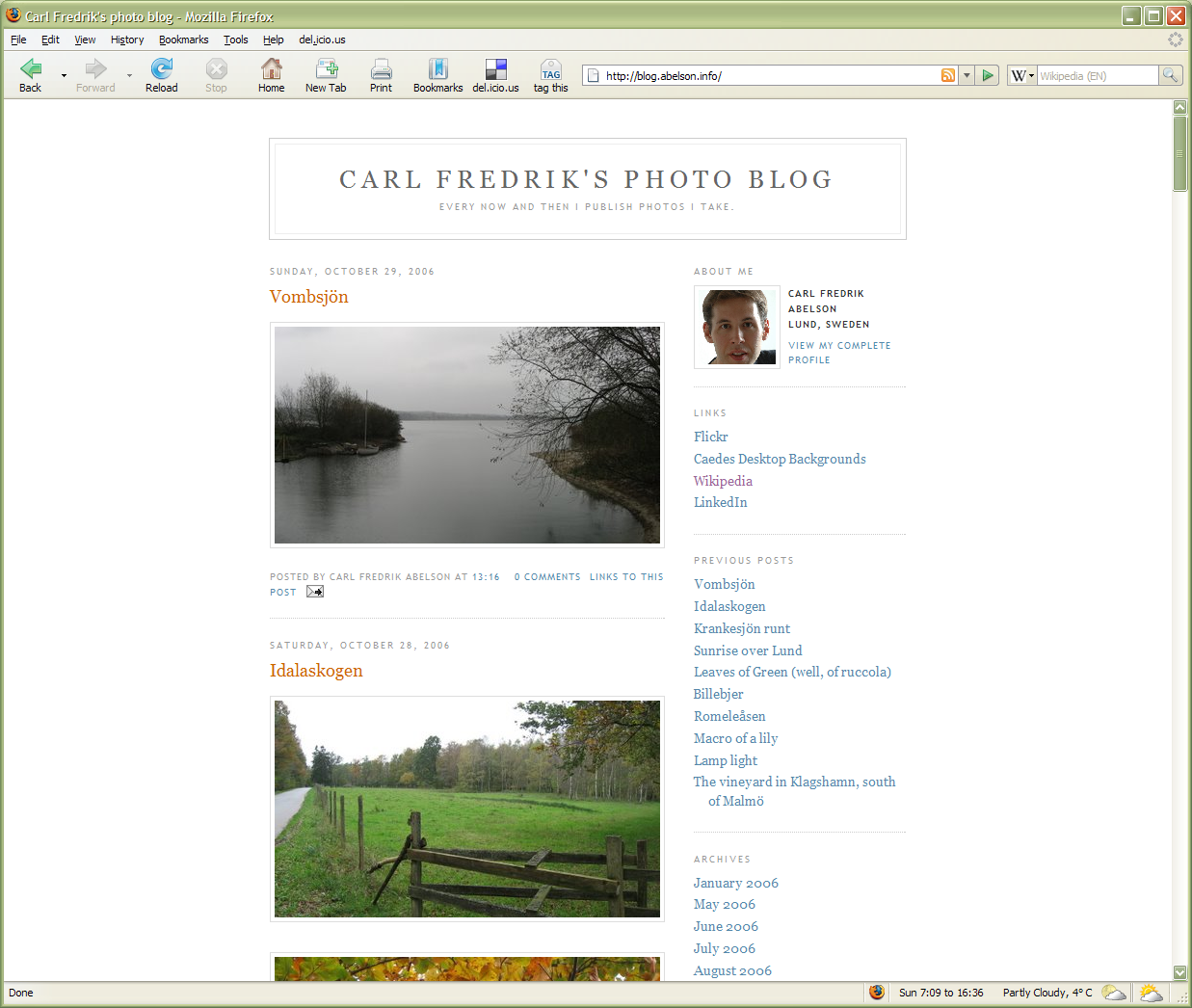
Screenshot di un photoblog

Un Fotolog, o Photolog o Photoblog, (da foto e blog) è un tipo di blog che privilegia le immagini al testo. È un blog in cui rivestono più importanza le foto, ed il testo tende ad essere un commento "didascalico" alle varie immagini o è comunque non molto esteso.

## Usi e fini
Il Fotolog è da considerarsi più funzionale di un classico blog nel caso in cui si voglia dare precedenza al condividere le proprie immagini e commentarle brevemente.
È invece inadatto all'espressione di concetti complessi o alla scrittura di lunghi pensieri, proprio per la sua stessa natura.
Inoltre è sempre più di moda tra i ragazzini che scattano le loro foto e le mettono sul proprio photoblog.